# Skistodiaptomus pygmaeus
Skistodiaptomus pygmaeus är en kräftdjursart som först beskrevs av Arthur Sperry Pearse 1906.  Skistodiaptomus pygmaeus ingår i släktet Skistodiaptomus och familjen Diaptomidae. Inga underarter finns listade i Catalogue of Life.